# La Bellière (Senna Marittima)
La Bellière è un comune francese di 58 abitanti situato nel dipartimento della Senna Marittima nella regione della Normandia.

## Società

### Evoluzione demografica
Abitanti censiti